# Südavia
Gegründet unter dem Namen BN Rent a Plane nahm die Fluggesellschaft 1980 in München den Charterbetrieb mit einer Beechcraft King Air 90 auf. Im Juli 1984 änderte die Gesellschaft schließlich ihren Namen in Südavia Fluggesellschaft mbH und nahm zwei Jahre später Linienflüge auf. Infolgedessen stießen eine Beechcraft King Air 200 und 1987 eine Dornier 228 zur Flotte.

Da die nicht druckbelüftete Dornier 228 aber nicht in der Lage war, im Passagierverkehr die Alpen zu überqueren, schaffte die Fluggesellschaft eine Beechcraft 1900 mit einer Druckkabine an; um stark ausgelastete Strecken öfter bedienen zu können, mietete man weitere Maschinen, wie eine Embraer EMB 120 von der DLT.

Weil die rasante Expansion für finanzielle Schwierigkeiten sorgten, stieg 1989 eine Investorengruppe mit knapp 44 % bei der Gesellschaft ein, woraufhin die erste Saab 340 beschafft wurde.

Dennoch wuchs der Schuldenberg, sodass am 2. April 1990 das Bundesverkehrsministerium der Südavia die Lizenzen entzog und die Gesellschaft liquidiert werden musste. Am 28. November 2000 wurde sie schließlich auch im Handelsregister gelöscht.